# NGC 4350
NGC 4350 (другие обозначения — UGC 7473, MCG 3-32-23, ZWG 99.38, ARAK 362, VCC 685, PGC 40295) — линзообразная галактика (S0) в созвездии Волосы Вероники.
Этот объект входит в число перечисленных в оригинальной редакции «Нового общего каталога».
В центре галактики имеется неопознанный тёмный объект.